# 성산초등학교 (전북)
성산초등학교는 대한민국 전북특별자치도 군산시 성산면 고봉리에 있는 공립 초등학교이다.

## 학교 연혁
- 1923년 6월 1일 성산공립보통학교(4년제) 개교설립인가 5월 18일
- 1930년 3월 25일 6년제 인가
- 1938년 4월 1일 성산공립심상소학교로 개칭[1]
- 1941년 4월 1일 성산공립국민학교로 개칭[2]
- 1987년 3월 9일 병설유치원 개원
- 1996년 3월 1일 현재 교명으로 변경[3]
- 2022년 12월 30일 제97회 졸업식(총 졸업생수: 8,251명)
- 2023년 3월 1일 6학급 편성(유치원 포함 7학급)

## 참고 자료
- 성산초등학교 - 한국교육학술정보원 학교알리미